# Limfoma de cèl·lules del mantell
El limfoma de cèl·lules del mantell (LCM) és un tipus de limfoma no hodgkinià (LNH), que inclou al voltant del 6% dels casos de LNH. Rep el nom de la zona del mantell dels ganglis limfàtics.
El LCM és un subtipus de limfoma de cèl·lules B, a causa de les cèl·lules B del centre pregerminal presenten l'antigen CD5 positiu dins de la zona del mantell que envolta els fol·licles del centre germinal normal. Les cèl·lules LCM generalment sobreexpressen la ciclina D1 a causa de la translocació cromosòmica t(11:14).